# César Bazán
Pour les articles homonymes, voir Bazan.
César Bazán est un boxeur mexicain né le 13 décembre 1974 à Mexico.

## Carrière
Passé professionnel en 1992, il devient champion du monde des poids légers WBC le 13 juin 1998 après sa victoire aux points contre Stevie Johnston. Bazán conserve sa ceinture aux dépens d'Hiroyuki Sakamoto et de Mauro Lucero avant de s'incliner lors du combat revanche contre Johnston le 27 février 1999. Il perd également lors d'un autre championnat WBC de la catégorie face à Jose Luis Castillo.